# Elefénor
Elefénor (en griego antiguo: Ἐλεφήνωρ) era, según la mitología griega, un rey de Eubea, hijo de Calcodonte y nieto de Abante, a quien había sucedido en el trono de Eubea.
Un día vio que un criado maltrataba a su abuelo y fue corriendo a ayudarle. Al querer castigar el sirviente con su bastón, accidentalmente golpeó Abante que murió en el acto. Por este homicidio involuntario fue desterrado de la isla. Elefénor era uno de los pretendientes de Helena, y como tal tomó parte en la guerra de Troya. Según el Catálogo de las naves, participó con cuarenta naves al frente de los Abantes, un pueblo de Eubea. Para reunir su gente, ya que no podía poner los pies en la isla por haber muerto su abuelo, Elefénor subió a lo alto de una roca a poca distancia de la costa. Durante la guerra de Troya fueron sus compañeros los dos hijos de Teseo, Acamante y Demofonte. Homero explica que Elefénor murió delante de Troya a manos de Agénor, pero hay otras versiones que dicen que sobrevivió a la guerra y se estableció en la isla de Otronos, cerca de Sicilia, de donde tuvo que irse por culpa de una serpiente. Se trasladó al Epiro, en la región de Abanco. La tradición que lo hace morir ante las murallas de Troya, dice que sus compañeros de Eubea se instalaron después de la guerra en el Adriático, en Epiro, donde fundaron la ciudad de Apolonia.